# Silvestro dell'Aquila
Silvestro dell'Aquila, pseudonyme de Silvestro di Giacomo (Sulmona, v. 1450 - L'Aquila, 1504) est un architecte et sculpteur italien actif lors du Quattrocento.

## Biographie
Silvestro dell'Aquila, fils de l'orfèvre Giacomo di Paolo, est né à Sulmona, vers le milieu du XVe siècle. Enregistré comme résident à L'Aquila en 1467, il y réside pendant toute sa vie d'où son surnom.
Dans les années 1470 il étudie la sculpture de Verrocchio à Florence. En 1471 il ouvre un atelier à L'Aquila avec Giovanni di Biasuccio, et ensuite avec l'artiste florentin Francesco Trugi. Silvestro dell'Aquila est probablement le plus important sculpteur actif dans les Abruzzes à l'époque et son atelier très actif.
Sa production comporte une grande quantité de Vierge à l'Enfant dont la tradition était fortement implantée dans la région à l'époque.
Son premier travail documenté est une statue de saint Jacques commandé le 12 février 1476 par la paroisse de Tornimparte. Au cours de la même année il réalise un tombeau monumental dans la Cathédrale de L'Aquila pour le cardinal Amico Agnifili. Pour ce travail, Silvestro prend comme modèle celui de Carlo Marsuppini réalisé par Desiderio da Settignano dans la  Basilique Santa Croce de Florence.
En 1478, il réalise un Saint Sébastien très abouti par ses détails anatomiques et par l'influence stylistique du David de Verrocchio; Ce saint Sébastien provient de l'église Santa Maria del Soccorso de L'Aquila et est actuellement conservé au Museo Nazionale d'Abruzzo.
Parmi ses élèves figurent Carlo dell'Aquila ainsi que son neveu Angelo Ariscola.
Après sa mort avenue en 1504, d'autres sculpteurs bien qu'ils n'aient pas fréquenté son école continuèrent à imiter son art.
La plupart de ses œuvres se trouvent dans des églises contrairement à celles de ses collaborateurs et élèves qui sont conservées dans les musées comme celui de l'Aquila (statues attribuées aux « ambiti di Silvestro ») et au Museo capitolare d'Atri.

## Œuvres

### Sculpture
- San Sebastiano, bois sculpté et peint, (1478) ; Museo Nazionale d'Abruzzo, provenant de l'église Santa Maria del Soccorso, L'Aquila,
- Madonna delle Grazie, bois sculpté et peint (v. 1480) (aides d'atelier); Santuario della Madonna delle Grazie, Teramo,
- Monument funéraire pour l'évêque Amico Agnifili, marbre et pierre, (1480) ; Cathédrale de L'Aquila.
- Monument funéraire à Maria Pereyra Camponeschi, marbre, (1488 - 1489) ;  Basilique San Bernardino, L'Aquila,
- Vierge à l'Enfant ou Vierge de la Paix, bois sculpté et peint, (1489) ; église Madonna della Pace, Ancarano,
- Mausolée de Saint Bernardin, marbre, (1489 - 1505) (terminé par son élève Angelo Ariscola) ;  Basilique  San Bernardino, L'Aquila,
- Vierge en adoration à l'origine avec l'Enfant, bois sculpté et peint (1480 - 1490), provenant de la Cathédrale de L'Aquila, collection privée, Florence.
- Vierge à l'Enfant ou Vierge aux Lumières, bois sculpté et peint (1495) ; Collegiata Santa Maria in Platea, Campli,
- Vierge à l'Enfant, terre cuite peinte, (v. 1495) ; Basilique San Bernardino, L'Aquila,
- Buste de la Vierge (fragment d'une Vierge à l'Enfant), bois sculpté et peint (1495 - 1500) ; provenant du Palais ducal Acquaviva (Mairie) de Atri, Wellesley College, Davis Museum,
- Vierge à l'Enfant, terre cuite peinte, (1501)? (avec la participation de son atelier) ; Pinacothèque, Ascoli Piceno,
- Vierge à l'Enfant, terre cuite peinte, (1498- 1500) (attribution douteuse) ; Pinacothèque, Ascoli Piceno,
- Vierge à l'Enfant, bois sculpté et peint, (v. 1500) ;  provenant de l'église Santa Margherita, Museo Nazionale d'Abruzzo, L'Aquila,
- Vierge à l'Enfant ou Madonna di San Colombo, bois sculpté et peint (1500 - 1504) ; provenant de l'église San Colombo, Barisciano, actuellement conservé au Museo Nazionale d'Abruzzo, L'Aquila.
- Tombeau de Jacopo di Notar Nanni, marbre, (1504), incomplet, réalisé avec l'aide de Andrea dell'Aquila ; église  Santa Maria del Soccorso, L'Aquila,
- Vierge à l'Enfant trônant (v. 1470 - 1500), attribution, Musée de Bode, Berlin,

### Architecture
- Coupole de la Basilique San Bernardino, (1472 - 1480) ; L'Aquila,
- Façade de la Basilique San Bernardino, projets (1480 - 1488), modifications de 1503, jamais réalisée,
- Façade de l'église Santa Maria del Soccorso, (1495 - 1496) ; L'Aquila,
- Cour du  Palazzo Carli Benedetti, ( ? - 1494) ; L'Aquila,

## Sources
- (it) Cet article est partiellement ou en totalité issu de l’article de Wikipédia en italien intitulé « Silvestro dell'Aquila » (voir la liste des auteurs).